# Ландтаг Лихтенштейна
Ландтаг (нем. Landtag) — парламент, орган законодательной власти Лихтенштейна.
Он состоит из 25 членов, избираемых на четырёхлетний срок пропорциональным голосованием в многомандатных избирательных округах. Председатетелем Ландтага является Альберт Фрик (с 2013 года).

## История
Ландтаг как институт государственной власти был создан в 1818 году. Тогда, при абсолютизме, духовенство и другие сословия получили право быть представленными «депутатами». Духовенство избрало трех пасторов в законодательном собрание государства. Парламент не являлся постоянным органом законодательной власти и созывался по инициативе князя один раз в год. Парламент также и не обладал широкими полномочиями, его основной функция являлось утверждение годового бюджета.

### Конституция 1862 года
История парламентской системы Лихтенштейна начинается с конституционной реформы 1862 года. Парламент стал представительным органом граждан, которые избирались на свободных всенародных выборах. Число депутатов было сокращено до 15: три члена назначались Князем, двенадцать избирались непосредственно гражданами. Сто жителей представлял один депутат, при этом избирательные права были только у мужчин.

### Конституция 1921 года
В 1921 году была принята новая Конституция Лихтенштейна. По сравнению с Конституцией 1862 года принципиально новой была идея о том, что государство имеет является «демократическим на парламентской основе». Граждане получили прямые демократические права. Князь утратил право назначать трех членов, то есть, парламент стал полностью представительным органом.
Полномочия парламента были значительно расширены: Правительство с тех пор формируется в результате взаимодействия Князя и парламента, и парламент право законодательной инициативы. Согласно с новой Конституцией, парламент также назначал судей.
Тайное и прямое избирательное право было введено в 1918 году, с тех пор депутаты избираются избирателями. После 1939 года выборы проводились по мажоритарной системе.
В то же время, минимальный процентный барьер составлял 18 % и был введен законом о выборах. Эта ограничительная оговорка была отменена в 1962 году Конституционным судом, поскольку он не имел конституционную основу. В 1973 году был введён новый избирательный барьер — 8 %, он же был официально закреплён в Конституции. Предложения, направленные на отмену или уменьшения процентного барьера не удалось до сих пор.

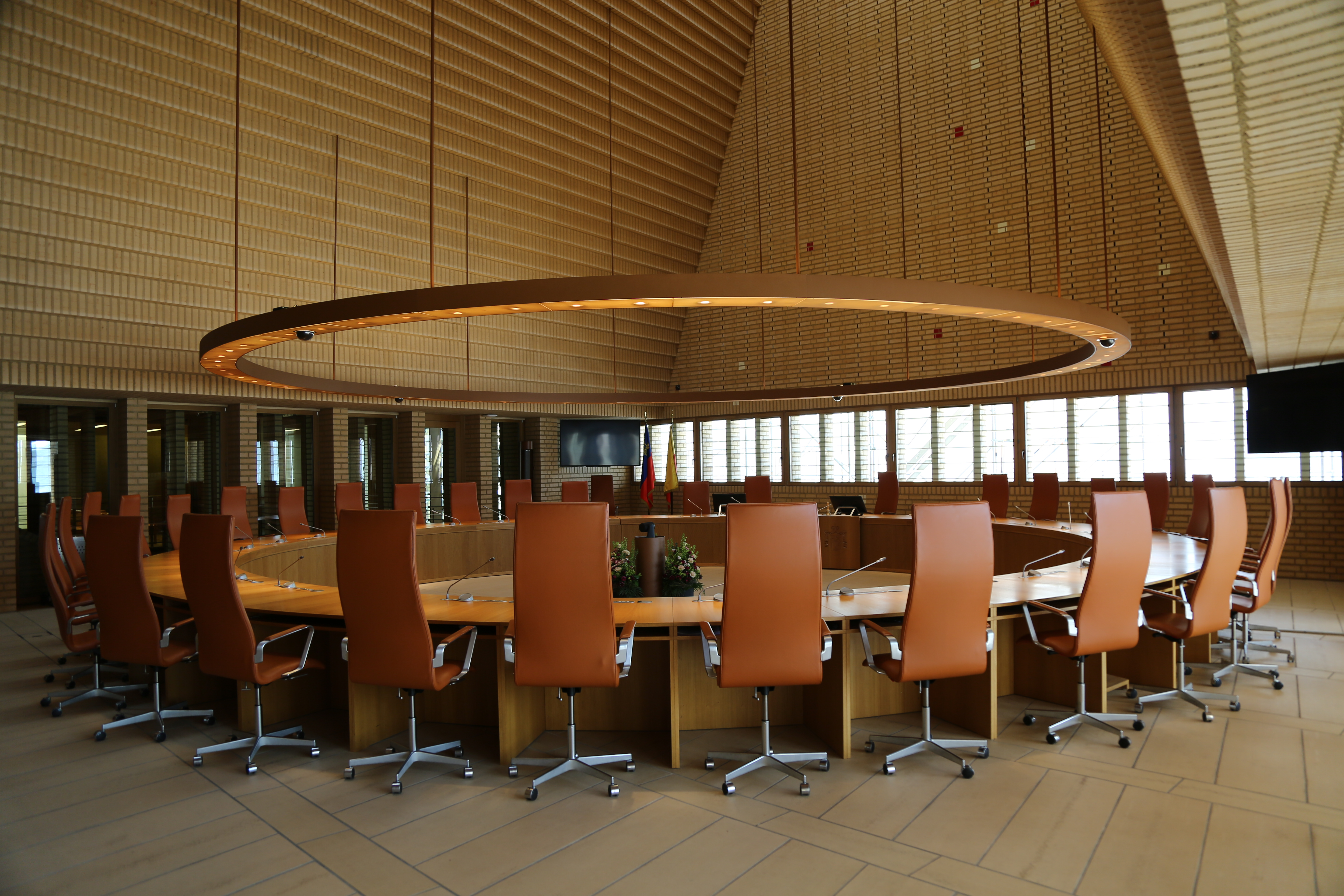
Внутри здания Ландтага
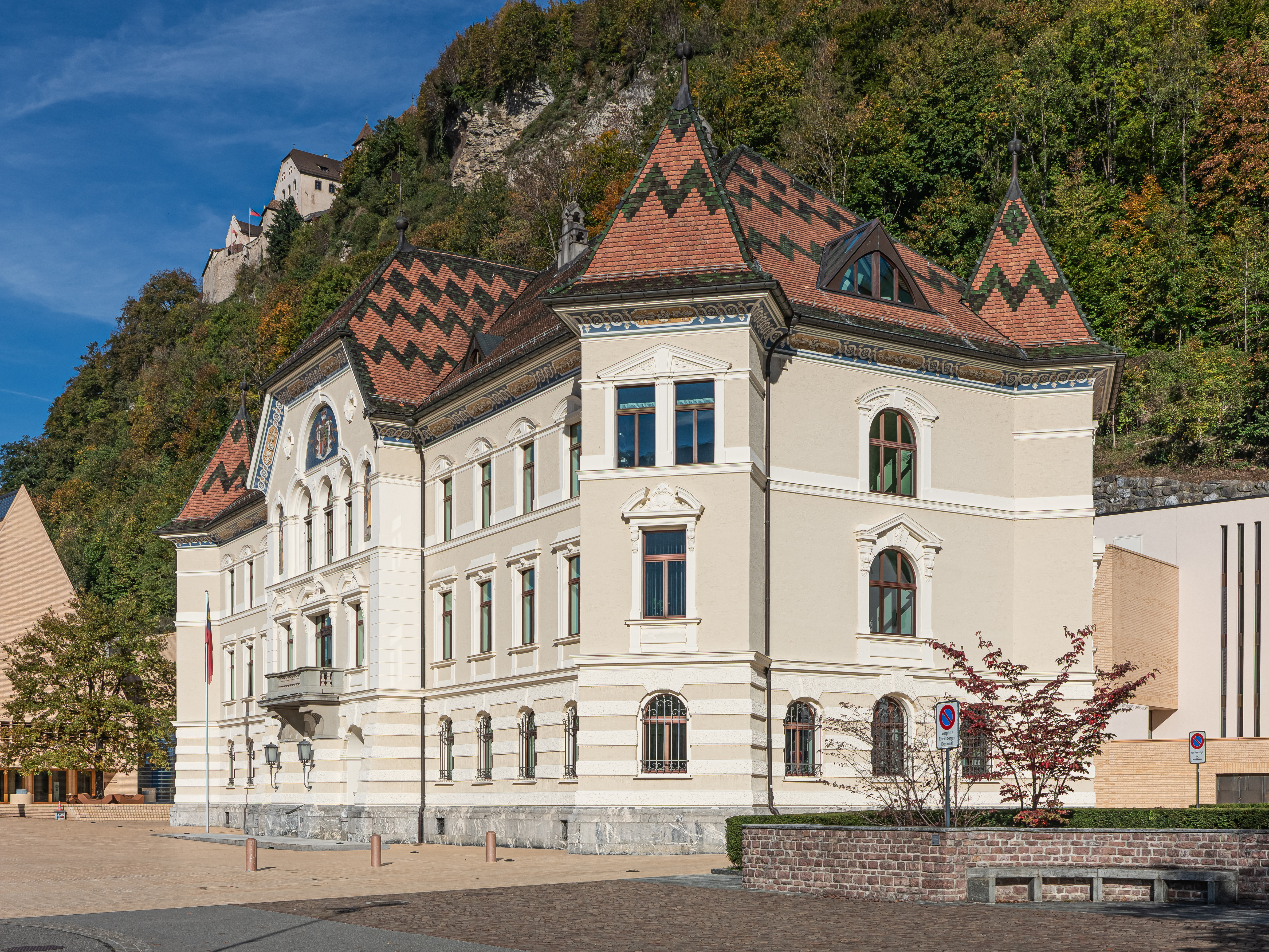
Старое здание Ландтага